# Louise Michel (metrostation)
Louise Michel is een station van de metro in Parijs langs metrolijn 3 in de gemeente Levallois-Perret, in 1946 hernoemd naar de anarchiste Louise Michel. Het station was in 2018 een van de slechts vier stations (van de 303) waarmee een Française wordt geëerd. De actiegroep Osez le Féminisme probeert dit aantal te verhogen.
Pont de Levallois - Bécon · 
Anatole France · 
Louise Michel · 
Porte de Champerret · 
Pereire · 
Wagram · 
Malesherbes · 
Villiers · 
Europe · 
Saint-Lazare · 
Havre - Caumartin · 
Opéra · 
Quatre-Septembre · 
Bourse · 
Sentier · 
Réaumur - Sébastopol · 
Arts et Métiers · 
Temple · 
République · 
Parmentier · 
Rue Saint-Maur · 
Père Lachaise · 
Gambetta · 
Porte de Bagnolet · 
Gallieni